# Polycentropus glacialis
Polycentropus glacialis is een schietmot uit de familie Polycentropodidae. De soort komt voor in het Nearctisch gebied.